# Zdjęcie paszportowe
Zdjęcie paszportowe – zdjęcie fotograficzne o rozmiarach, formacie i formie określonych prawem administracyjnym danego kraju, przeznaczone do użytku w paszporcie.

## Przepisy prawne w Europie
Ujednolicanie przepisów prawnych w UE dotyczy również zdjęcia paszportowego i spełniania przez nie wymogów automatycznego rozpoznawania twarzy (Biometria) w jej krajach członkowskich. Poniżej przykłady przepisów niektórych krajów UE.

### Przepisy w Austrii (wybór)
- Rozmiary: 35x45 mm
- Forma:
  - en face
  - bez nakrycia głowy (wyjątek: wspólnoty religijne)
  - odległość broda-czoło: 2/3 fotografii tj. ok. 30 mm
  - zamknięte usta

### Przepisy w Holandii (wybór)
- Rozmiary: 35x45 mm
- Aktualne zdjęcie
- Twarz widziana en face (na wprost), patrząca w obiektyw, uszy po obu stronach twarzy widoczne
- Na jasnym tle
- Forma: bez okularów, nawet jeśli na co dzień nosi okulary, jeśli już w okularach, to oczy muszą być dobrze widoczne, nie może być odblasków na szkłach, szkła nie przyciemniane, całkowicie pokazujące oczy

### Przepisy w Niemczech (wybór)
- Przepis prawny: prawo paszportowe §4 ust. 5
- Rozmiary: 35x45 mm
- Forma:
  - en face
  - bez nakrycia głowy (wyjątek: wspólnoty religijne)
  - odległość broda-czoło: 32-36 mm
  - zamknięte usta

### Przepisy w Polsce
Obecnie, zgodnie z §3.1 ust. 3 rozporządzenia Ministra Spraw Wewnętrznych i Administracji z dnia 16 sierpnia 2010 w Polsce obowiązują ściśle określone przepisy (zgodne z dyrektywami UE), co do wyglądu zdjęcia paszportowego. Zdjęcia te określane są (podobnie jak nowy wzór paszportów), jako "biometryczne", czyli mające pozwolić na identyfikację osoby po stałych cechach biometrycznych twarzy.
- Rozmiary: 35×45 mm;
- Tło: jednolite, jasne;
- Forma: en face, z otwartymi oczami, nieprzesłoniętymi włosami, z naturalnym wyrazem twarzy i zamkniętymi ustami;
- W kolorze[a], dobra ostrość, pokazujące wyraźnie oczy i twarz z obu stron od wierzchołka głowy do górnej części barków, tak, aby twarz zajmowała 70-80% fotografii;
- Bez nakrycia głowy i okularów z ciemnymi szkłami;
- Wykonane w ciągu ostatnich 6 miesięcy.